# 뉴펀들랜드 래브라도주의 기

뉴펀들랜드 래브라도주의 기

뉴펀들랜드 래브라도주 총독의 기

뉴펀들랜드 래브라도주의 기는 뉴펀들랜드 래브라도주의 깃발이다. 좌측에는 파란색 삼각형 4개가 영국의 국기와 비슷하게 그려져 있고, 우측에는 이 지역을 구성하는 뉴펀들랜드와 래브라도를 의미하는 빨간 테두리의 삼각형 2개와 화살 모양의 형상이 새겨져 있으며 좌우의 색깔도 프랑스의 국기와도 비슷한 형태이다.

## 과거의 기

뉴펀들랜드 식민지의 기
뉴펀들랜드 자치령의 기 (적색)
뉴펀들랜드 자치령의 기 (청색)